# David Nitschmann (tesař)
David Nitschmann nebo též David Nitschmann tesař, David Nitschmann der Wagner (1676 Suchdol nad Odrou - 1758, Pensylvánie) byl tesař a misionář Moravské církve původem z Moravy.
Do Herrnhutu přišel v roce 1725 ze Suchdola nad Odrou, se skupinou lidí, kterou vedl Kristián David. Později vycestoval jako misionář Moravské církve na Panenské ostrovy a nakonec se přestěhoval do britské kolonie v Pensylvánii v Severní Americe, kde v roce 1758 zemřel.